# Барракито
Барракито (исп. Barraquito) — кофейный напиток с ликёром, популярный на Тенерифе.

## Описание
Барракито — многослойный кофейный ликёрный напиток, который обычно подают в среднем или высоком стакане, чтобы можно было легко рассмотреть различные слои. Слои напитка складываются в следующем порядке (снизу вверх): сгущённое молоко, ликёр, кофе эспрессо и вспененное молоко. Для приготовления барракито используется обычно Ликёр 43, состав которого входят 43 специи или Тиа Мария, ямайский кофейный ликёр с лёгким вкусом ванили. Существует и безалкогольные рецепты барракито. Барракито похож на кофе asiático, традиционный для испанской Картахены.
Жители Санта-Крус-де-Тенерифе считают, что напиток появился в середине XX века. Его название по традиции связывают с постоянным посетителем Bar Imperial, неким доном Себастьяном Рубио, по прозвищу «Баррако» или «Барракито». Он неизменно заказывал кортадо со сгущённым молоком в высоком стакане, маленький стакан Ликёра 43, цедру лимона и корицу. Bar Imperial, расположенный в районе Пласа де ла Пас, всё ещё существует.
По другой версии, барракито был придуман в баре Los Paragüitas, который тоже находится в Санта-Крус-де-Тенерифе. Иногда создание рецепта напитка приписывается официанту бара в Пуэрто-де-Санта-Крус, популярного у местных художников и бизнесменов.

## Ингредиенты и приготовление
Основными ингрендиентами барракито являются: 
- Кофе;
- Ликёр 43;
- Вспененное молоко;
- Сгущённое молоко.

Другие обычно используемые ингредиенты:
- Цедра лимона;
- Корица.

Обычно барракито готовится в следующем порядке:
Первый слой — сгущённое молоко, второй — небольшое количество ликёра, третий — кофе, и завершающий слой — вспененное любым способом молоко, которое наливают так, чтобы стакан был наполнен доверху. Сверху барракито посыпается порошком корицы, стакан украшается кусочком цедры лимона.

## Региональные различия
Барракито часто называют «сапероко» (исп. zaperoco) в северных районах близ Буэнависта-дель-Норте и Пуэрто-де-ла-Крус на Тенерифе.
В России, в Наро-Фоминском районе ликер заменяют на лимончелло.